# 喬治亞的名稱
這一名稱是南高加索國家喬治亞在西方世界的名稱。在喬治亞本國語言中，该国国名为沙卡爾崔洛（Sakartvelo）。在俄羅斯語中則是（Gruziya，Грузия）。“沙卡爾崔洛”這個名稱最早出現在800年時，源于基督教产生前该国传说中的本民族祖先卡特斯洛。
在經過長期的外國統治之後，喬治亞曾經短暫獲得獨立，並在1918年定國名為喬治亞民主共和國（საქართველოს დემოკრატიული რესპუბლიკა，sakartvelos demokratiuli respublika），但很快喬治亞就成為蘇聯的一部分。在喬治亞於蘇聯解體再次獨立之後，喬治亞定國名為საქართველო（sakartvelo）。由於這個譯名出自俄文，喬治亞在和俄羅斯關係惡化之後曾要求一些將國名音譯為的國家改用這一名稱。

## 喬治亞國名列表

### 来自喬治亞语Sakartvelo

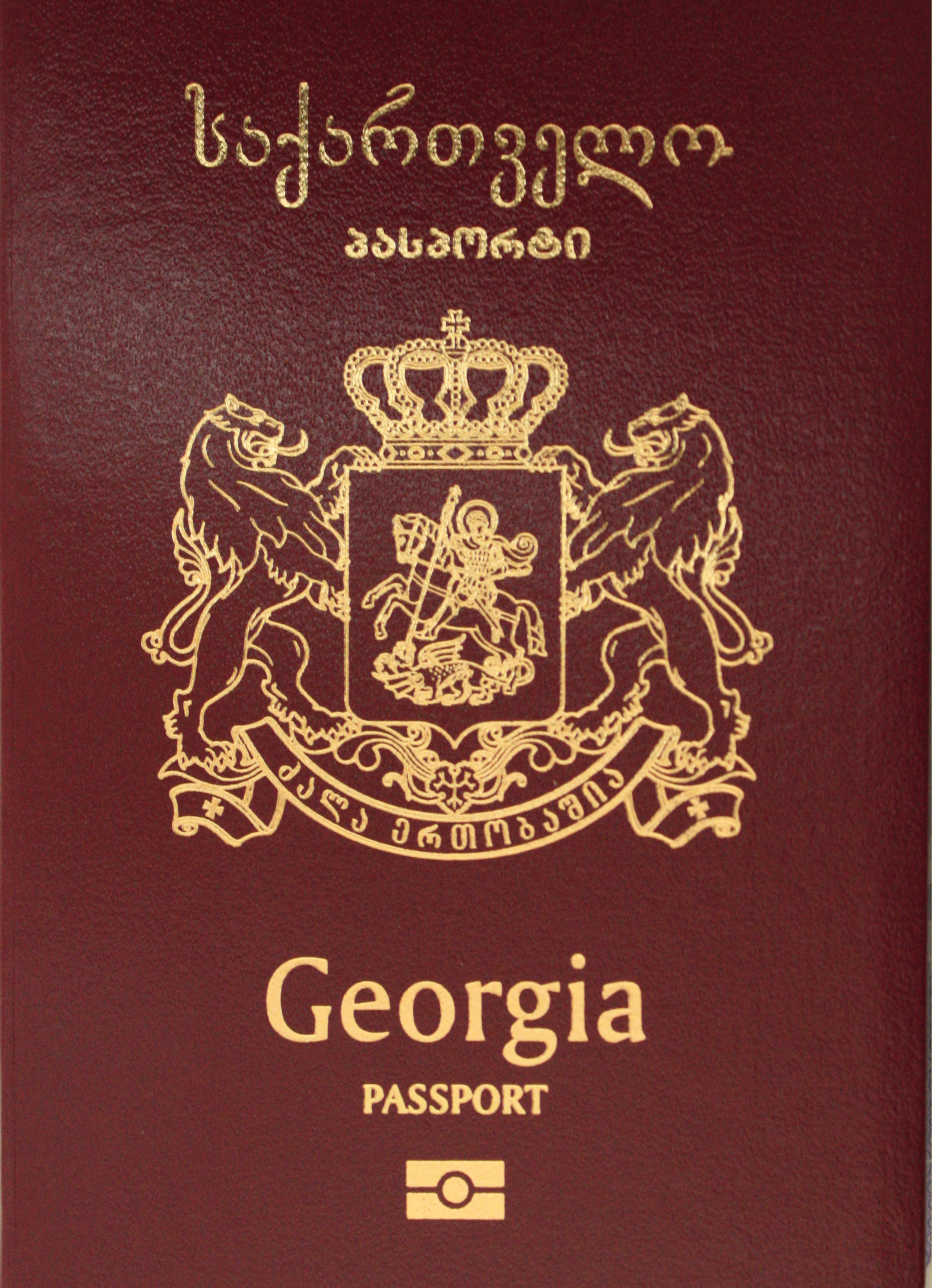
格鲁吉亚护照封面印有格鲁吉亚语Sakartvelo和英文Georgia.

格魯吉亞人自稱（Kartvelebi），稱其國土（格魯吉亞）為（Sakartvelo，近「沙卡爾崔洛」的華語發音），稱其語言（喬治亞語）為（Kartuli）。根據當地傳說，格魯吉亞人的祖先是（英文：Kartlos，《聖經》人物雅弗的孫子）。Sakartvelo一詞由兩部分組成。 它的詞根kartvel-i (ქართველ-ი) 首次在耶路撒冷Umm Leisun 的古喬治亞銘文中得到證實，最初指的是Kartli，也即喬治亞中部核心地區的居民，「喬治亞」（Sakartvelo）一词由兩部分組成：词根（kartvel-i）指格魯吉亞東部「卡尔特利-伊比利亞」（英文：Kartli-Iberia）的居民，源於東羅馬帝國的稱呼；前綴（sa）是典型的地理前綴，指「…住的地方」，與波斯語的後綴-斯坦有異曲同工之妙。兩词合起來就是「卡尔特利-伊比利亞居民住的地方」，也就是「卡尔特利-伊比利亞」
历史上最早对于Sakartvelo的提及出現在Juansher Juansheriani于公元8世纪写的格魯吉亞編年史中。记載內容如下：
|  | და ვითარცა შევლო ყრუმან კლისურა, რომელი მას ჟამსა იყო საზღვარი საბერძნეთისა და საქართველოსა, და შემუსრა ქალაქი აფშილეთისა ცხუმი. და მოადგა ციხესა ანაკოფისასა. 譯文：當那個聾子[即倭馬亞哈里發馬爾萬二世（喬治亞人在他入侵喬治亞時稱他為“聾子馬爾萬”）]摧毀了薩貝爾茲內蒂和沙卡爾崔洛的邊界的克利蘇拉時，他还摧毀了阿普希萊蒂的苏呼米，並來到了阿納科皮亞要塞” |

在接下來的200年內，這個名稱被重新定义，以表示全喬治亞王國，該王國是隨著1008年巴格拉特三世統治下的卡爾特利/伊比利亞和阿布哈兹的政治統一而存在的。然而，直到13世紀初Sakartvelo一词才完全進入官方使用。 
1991年，喬治亞脱离蘇聯独立，并通过宪法规定该国官方名称为Sakartvelo。
其他南高加索語系语言也大体沿用源自喬治亞语的名称，如明格列爾語称呼喬治亞为sakortuo, 而拉兹语称呼喬治亞为okortura, 斯凡語也称呼喬治亞为sakartvelo。在阿布哈兹语中，喬治亞被称作Kyrţtwyla，也源于Sakartvelo。
2020年12月，立陶宛政府正式改用格魯吉亞語拼法的音译，将喬治亞譯作Sakartvelas。

### 来自Georgia
西歐、北歐、美洲、大洋洲國家採用的譯名「Georgia」有3種語源說法：
- 使用希臘語和拉丁語的词根「農」。希臘文（Georgos）解作「農夫」，拉丁文「Georgicus」解作「農業的」[8]。
- 羅馬帝國戰士聖喬治（St. George）的名字。
- 波斯帝國（公元前536－公元638年）稱格魯吉亞為「Gurjhān／Gurzhan／Gurjan」[9]，该用法也为突厥语族的一些语言所使用，如土耳其语的Gürcistan，乌兹别克语的Gurjiston等。

中華民國官方也根據英語Georgia音譯為喬治亞。

### 来自俄语Gruzia
俄语Gruziya（Гру́зия）对喬治亞的称呼来自于波斯语的「Gurjhān／Gurzhan／Gurjan」，它于1389年第一次出现在文献中，此后渐为斯拉夫语族诸语言使用。
格魯吉亞在1936年至1991年是蘇聯加盟共和國。當時的格鲁吉亚人要學習兩種語言——格魯吉亞語（母語）和俄語（苏联通用语言）。由于常用俄语，俄语中也有对格魯吉亞的固定称呼Gruziya，并一直由俄罗斯使用至今。根據俄語音譯的例子有：日本曾譯作（Gurujia，漢字表記具琉耳）、韩国曾譯作「그루지야」（Geurujiya）、波斯尼亚和黑塞哥维那譯作Gruzija等。中華人民共和國官方也根据俄語音譯作格魯吉亞（Gélǔjíyà）。
21世纪初，喬治亞与俄罗斯关系急剧恶化，2008年，喬治亞与俄罗斯因俄罗斯－格鲁吉亚战争断交，此后，喬治亞政府曾要求一些將喬治亞國名音譯為格魯吉亞的國家改用「喬治亞」這一名稱。2015年4月22日，日本政府正式改用西欧拼法的音译，稱「ジョージア」，漢字表記為喬治亜，韩国也在不久后使用西欧拼法的音译，稱「조지아」（Jojia）。

### 来自亚美尼亚语Vrastan
亚美尼亚语对喬治亞的称呼为Vrastan，来自于古代亚美尼亚语对高加索伊比利亚地区的称呼